# Mount Mackintosh
Mount Mackintosh är ett berg i Antarktis. Det ligger i Östantarktis. Nya Zeeland gör anspråk på området. Toppen på Mount Mackintosh är 2 300 meter över havet, eller 169 meter över den omgivande terrängen. Bredden vid basen är 1,5 km.
Terrängen runt Mount Mackintosh är huvudsakligen kuperad. Trakten är obefolkad. Det finns inga samhällen i närheten.